# Copa Chile 1983
Copa Chile 1983, eller officiellt "Copa Polla Gol", var 1983 års upplaga av fotbollsturneringen Copa Chile. Det fanns en turnering för den högsta divisionen och en för den näst högsta. Dessutom spelades det ytterligare en turnering för den högsta divisionen, nämligen Copa República. För säsongen 1983 gav den senare turneringen bonuspoäng som lagen fick tillgodoräkna sig i den högsta divisionen. Turneringen spelades parallellt med Primera División.
Primera División de Chile 1983 spelades ända fram till april 1984, vilket innebar att ligan aldrig spelades färdigt i tid för att kvalificera lag till Copa Libertadores 1984. Detta innebar att ettan och tvåan i Copa Chile kvalificerade sig till Copa Libertadores. Detta innebar även att Copa República spelades in i mars 1984.

## Primera División

### Första omgången

#### Grupp Norra
| Plac. | Lag                  | S  | V  | O | F  | GM | IM | MSK | Poäng |
| ----- | -------------------- | -- | -- | - | -- | -- | -- | --- | ----- |
| 1     | Universidad Católica | 18 | 10 | 5 | 3  | 41 | 25 | +16 | 25    |
| 2     | Cobreloa             | 18 | 9  | 5 | 4  | 26 | 14 | +12 | 23    |
| 3     | Palestino            | 18 | 10 | 3 | 5  | 38 | 28 | +10 | 23    |
| 4     | Magallanes           | 18 | 9  | 3 | 6  | 28 | 23 | +5  | 21    |
| 5     | San Marcos de Arica  | 18 | 8  | 5 | 5  | 35 | 30 | +5  | 21    |
| 6     | Iquique              | 18 | 6  | 6 | 6  | 30 | 28 | +2  | 18    |
| 7     | Trasandino           | 18 | 6  | 5 | 7  | 27 | 31 | -4  | 17    |
| 8     | Regional Atacama     | 18 | 5  | 5 | 8  | 15 | 31 | -16 | 15    |
| 9     | Deportes Antofagasta | 18 | 4  | 4 | 10 | 23 | 30 | -7  | 12    |
| 10    | Unión Española       | 18 | 1  | 3 | 14 | 17 | 40 | -23 | 5     |

#### Grupp Södra
| Plac. | Lag                  | S  | V  | O | F  | GM | IM | MSK | Poäng |
| ----- | -------------------- | -- | -- | - | -- | -- | -- | --- | ----- |
| 1     | Rangers              | 18 | 8  | 9 | 1  | 35 | 20 | +15 | 25    |
| 2     | Colo-Colo            | 18 | 11 | 2 | 5  | 34 | 19 | +15 | 24    |
| 3     | O'Higgins            | 18 | 6  | 8 | 4  | 24 | 23 | +1  | 20    |
| 4     | Naval                | 18 | 5  | 8 | 5  | 22 | 19 | +3  | 18    |
| 5     | Universidad de Chile | 18 | 6  | 6 | 6  | 23 | 23 | +0  | 18    |
| 6     | Everton              | 18 | 5  | 8 | 5  | 23 | 23 | +0  | 18    |
| 7     | Santiago Wanderers   | 18 | 7  | 3 | 8  | 19 | 26 | -7  | 17    |
| 8     | Unión Española       | 18 | 3  | 9 | 6  | 21 | 27 | -6  | 15    |
| 9     | Fernández Vial       | 18 | 3  | 7 | 8  | 14 | 26 | -12 | 13    |
| 10    | Audax Italiano       | 18 | 4  | 4 | 10 | 23 | 32 | -9  | 12    |

### Andra omgången

#### Grupp A
| Plac. | Lag                  | S | V | O | F | GM | IM | MSK | Poäng |
| ----- | -------------------- | - | - | - | - | -- | -- | --- | ----- |
| 1     | Universidad Católica | 6 | 5 | 0 | 1 | 17 | 5  | +12 | 10    |
| 2     | Palestino            | 6 | 2 | 3 | 1 | 7  | 6  | +1  | 7     |
| 3     | Colo-Colo            | 6 | 2 | 2 | 2 | 8  | 5  | +3  | 6     |
| 4     | Magallanes           | 6 | 0 | 1 | 5 | 5  | 21 | -16 | 1     |

Universidad Católica och Palestino vidare till nästa omgång.

#### Grupp B
| Plac. | Lag       | S | V | O | F | GM | IM | MSK | Poäng |
| ----- | --------- | - | - | - | - | -- | -- | --- | ----- |
| 1     | Cobreloa  | 6 | 3 | 3 | 0 | 15 | 4  | +11 | 9     |
| 2     | O'Higgins | 6 | 1 | 4 | 1 | 11 | 12 | -1  | 6     |
| 3     | Rangers   | 6 | 1 | 3 | 2 | 13 | 18 | -5  | 5     |
| 4     | Naval     | 6 | 1 | 2 | 3 | 9  | 14 | -5  | 4     |

Cobreloa och O'Higgins vidare till nästa omgång.

### Tredje omgången
| Plac. | Lag                  | S | V | O | F | GM | IM | MSK | Poäng |
| ----- | -------------------- | - | - | - | - | -- | -- | --- | ----- |
| 1     | Universidad Católica | 3 | 3 | 0 | 0 | 6  | 2  | +4  | 6     |
| 2     | O'Higgins            | 3 | 2 | 0 | 1 | 4  | 3  | +1  | 4     |
| 3     | Palestino            | 3 | 1 | 0 | 2 | 6  | 4  | +2  | 2     |
| 4     | Cobreloa             | 3 | 0 | 0 | 3 | 2  | 9  | -7  | 0     |

| Primera División Vinnare av Copa Chile 1983 |
| ------------------------------------------- |
| Chile                                       |
| Universidad Católica 1:a titeln             |

Universidad Católica och O'Higgins kvalificerade för Copa Libertadores 1984.

## Copa República
Copa República spelades parallellt med Primera División de Chile 1983 och var till för att avgöra vilka lag som skulle få bonuspoäng i den högsta divisionen. Alla semifinalister fick ett bonuspoäng vardera, dessutom fick totalsegraren ytterligare ett poäng att tillgodoräkna sig i Primera División.

### Omgång 1
Union Española vidare trots förlust.

### Omgång 3
Naval vidare som bästa förlorare.

## Segunda División
Huachipato vinnare.